# إدي هرنانديز
إدي هرنانديز (بالإسبانية: Eddie Hernández)‏ (27 فبراير 1991 في هندوراس - ) هو لاعب كرة قدم هندوراسي في مركز الهجوم ، شارك في الألعاب الأولمبية الصيفية 2012. وشارك مع منتخب هندوراس تحت 20 سنة لكرة القدم ومنتخب هندوراس لكرة القدم. أما مع النوادي، فقد لعب مع كينغداو جونون ونادي هكن ونادي موتاجوا ‏ ونادي بلاتنسي ونادي كوريكامينوس ‏ ونادي بيدا ونادي الطائي.

## مسيرته الكروية
لعب إدي هرنانديز خلال مسيرته الاحترافية مع 10 أندية في تسعة عشر موسمًا وسجل خلالها 73 هدفًا ضمن 224 مباراة. ولم يفز بأي موسم بالكأس وفاز في موسم واحد بالدوري.
خاض إدي هرنانديز مسيرته مع نادي بلاتنسي في موسم 2007–08 ليلعب معه خمسة مواسم، مشاركًا في 51 مباراة سجل خلالها 6 أهداف. ثم انتقل إلى نادي هكن ما بين عامي 2012 و2013 لمدة موسم واحد، حيث لم يشارك في أي مباراة ولم يسجل أي هدف. لينتقل بعدها إلى نادي موتاجوا ‏ في موسم 2012–13 في المرة الأولى لمدة موسم واحد ثم في موسم 2015–16 ولمدة موسمين ثم في موسم 2017–18 لمدة موسم واحد، مشاركًا طوالها في 55 مباراة سجل خلالها 20 هدف. ثم انتقل إلى نادي بيدا في موسم 2013–14 في المرة الأولى ولمدة موسمين ثم في موسم 2018–19 لمدة موسم واحد، مشاركًا طوالها في 49 مباراة سجل خلالها 27 هدفًا. هذا وانتقل لاحقًا إلى نادي كوريكامينوس ‏ في موسم 2014–15 لمدة موسم واحد، مشاركًا في 12 مباراة سجل خلالها 4 أهداف. ثم انتقل بعدها إلى نادي كينغداو جونون ما بين عامي 2016 و2017 لمدة موسم واحد، مشاركًا في 23 مباراة سجل خلالها 7 أهداف. ليعود وينتقل من جديد، لكن هذه المرة إلى نادي ديبورتيس توليما ما بين عامي 2017 و2018 لمدة موسم واحد، مشاركًا في مباراة ولم يسجل أي هدف. لينتقل بعدها إلى نادي إيرتيش بافلودار ما بين عامي 2018 و2019 لمدة موسم واحد، مشاركًا في 8 مباريات سجل خلالها هدفًا واحدًا. ثم لعب في نادي ديبورتيفو أوليمبيا في موسم 2019–20 لمدة موسم واحد، مشاركًا في 12 مباراة سجل خلالها 5 أهداف.

## وصلات خارجية
- إدي هرنانديز على موقع الاتحاد الدولي (مؤرشف)  (الإنجليزية)
- إدي هرنانديز على موقع قاعدة بيانات كرة القدم.إي يو (الإنجليزية)
- إدي هرنانديز على موقع ناشيونال فوتبول تيمز (الإنجليزية)
- إدي هرنانديز على موقع Soccerway.com (الإنجليزية)
- إدي هرنانديز على موقع أوليمبيديا (الإنجليزية)